# Szkielet kadłuba jednostki pływającej

Schemat szkieletu kadłuba z zaznaczonymi elementami konstrukcyjnymi:
1. stewa dziobowa, 2. wzdłużnik burtowy, 3. stępka (kil), 4. kolano poziome, 5. wzdłużnik obłowy, 6. wręg, 7. pawęż, 8. dennik, 9. pokładnik

Schemat ramy wręgowej kadłuba. 1. pokładnik, 2. wręg (bocznik żebra), 3. stępka (kil), 4. dennik
5. kolano pionowe

Szkielet kadłuba jednostki pływającej – zestaw elementów stanowiący konstrukcję nośną kadłuba jednostki pływającej oraz nadający jej kształt i wytrzymałość. Do szkieletu przytwierdzone są elementy poszycia zarówno kadłuba jak i pokładu.
W zależności od materiału konstrukcyjnego, wielkości oraz przeznaczenia jednostki szkielet może składać się z wielu elementów lub być zredukowany do zaledwie kilku najważniejszych. Poniżej przedstawiona została klasyczna konstrukcja szkieletu jednostki drewnianej.
Główny zespół konstrukcyjny stanowi tzw. zestaw trzonowy. W jego skład wchodzą: stępka (nazywana również kilem) przebiegająca wzdłuż diametralnej kadłuba, stewa przednia (inaczej stewa dziobowa lub dziobnica) oraz stewa tylna (stewa rufowa bądź tylnica). Dwa ostatnie elementy determinują kształt dziobu oraz rufy. Stewa rufowa w zależności od przyjętej koncepcji może łączyć się z pawężą, konchą rufową lub być pominięta. Elementy zestawu trzonowego łączy się trwale odpowiednimi węzłówkami.
Niekiedy występuje nadstępka (kilson) będącą wzmocnieniem kilu w miejscach nadmiernego obciążenia np. w miejscu osadzenia masztu. Kilson ma za zadanie rozłożyć ciężar na większą powierzchnię stępki.

## Elementy poprzeczne szkieletu

### Wręgi
Do zestawu trzonowego montowane są elementy poprzeczne nazywane wręgami. Stanowią one ożebrowanie kadłuba i nadają mu ostateczny kształt. Do nich mocowane jest poszycie. Istnieje kilka rodzajów wręgów.
- wręgi gięte – tradycyjnie wykonane z listew dębowych poddanych obróbce termicznej i profilowanych. Współcześnie do ich produkcji stosuje się głównie sklejki z cienkich listew. Rozwiązanie to wykorzystywane jest w małych i lekkich jednostkach.
- wręgi sztywne – w dawnych czasach nazywane „wyrośniętymi”, gdyż do ich produkcji wybierane były kawałki drewna o pożądanym, naturalnie ułożonym przebiegu słojów. Współcześnie wykorzystuje się listwy dębiny łączone i spajane wodoodpornym klejem.
- wręgi łamane – wykonane z kilku krótszych elementów, łączonych na szablonie i klejonych. Rozwiązanie stosowane na owrężach szarpie oraz skipjack.

Osobną grupę stanowią dodatkowe wręgi o podwyższonej wytrzymałości umieszczane w miejscach narażonych na duże obciążenia, takich jak miejsce mocowania podwięzi wantowych. Mogą być one wykonane ze stali i gięte bądź spawane z odcinków.

### Denniki
Wręgi ze stępką łączone są przy pomocy denników. Wykonane mogą być one z drewna bądź metalu. W dennikach wierci się otwory nazywane szpigatami zapewniające swobodny przepływ wody wzdłuż kadłuba. W konstrukcji szkieletu małych jednostek stosuje się denniki z litego drewna, podczas gdy w dużych jachtach denniki są klejone. W miejscach wymagających dodatkowego wzmocnienia umieszcza się denniki niezwiązane z wręgami celem zwiększenia wytrzymałości dennej części kadłuba.

### Grodzie
Do elementów poprzecznych szkieletu zalicza się również grodzie wodoszczelne oraz półgrodzie. Niekiedy elementy te wymagane są przez formuły pomiarowe, takie jak np. PRS. W przypadku małych jachtów grodzie służą głównie do zwiększenia sztywności konstrukcji.

### Pokładniki
Wręgi od góry zamykane są poprzecznymi elementami nazywanymi pokładnikami. Ich nazwa pochodzi od mocowanego do nich pokładu. Pokładniki spoczywają na wzdłużnikach. W miejscach, gdzie wymagana jest zwiększona wytrzymałość montuje się tzw. pokładniki wzmocnione o większym przekrój. Takimi miejscami mogą być np. krawędź otworu, miejsce mocowania polera w pokładzie. Pokładniki łączone są z wręgami przy pomocy pionowych kolan drewnianych, metalowych lub z tworzyw sztucznych.
W przypadku kadłubów wyposażonych w pokładówki, pokładniki występują również na dachu kabiny. Nazywane są wtedy bimesami.
W miejscach występowania otworów w pokładzie takich jak np. kokpit, wykorzystuje się krótsze półpokładniki, które są przerwane na odcinku łączącym burty.
Wręga, dennik oraz pokładnik stanowią tzw. ramę wręgową.

## Elementy podłużne szkieletu
Ramy wręgowe oraz zestaw trzonowy łączone są elementami podłużnymi szkieletu, przebiegającymi wzdłuż burt. Noszą one nazwę wzdłużników. Mogą być wykonane ze sklejki bądź litej dębiny. Łączenie drewna litego dokonuje się metodą tzw. długich zamków (połączenie długości 1,2 m) pamiętając, aby spojenie nie wystąpiło w miejscu podwyższonego obciążenia. Istnieje kilka rodzajów wzdłużników.
- wzdłużniki pokładnikowe – na nich spoczywają pokładniki. Wzdłużnik pokładnikowy lewej i prawej burty zbiegają się przy stewie dziobowej oraz rufowej lub pawęży, gdzie są łączone.
- wzdłużniki pokładowe – wzmacniają konstrukcję poprzez podparcie pokładników. Biegną od rufy do dziobu. Ich liczba zależy od przyjętej koncepcji.
- wzdłużniki obłowe – mocowane są wewnątrz wręgów. Ich zadaniem jest wzmocnienie konstrukcji oraz usztywnienie jej na skręcanie i zginanie. Łączone są ze stewami przy pomocy odpowiednich węzłówek.
- wzdłużniki denne – przebiegają po dennej części kadłuba. Stosuje się je głównie w konstrukcjach bezwręgowych w celu wzmocnienia konstrukcji.
- wzdłużniki odcinkowe – stanowią krótkie wzdłużniki występujące w miejscach o podwyższonym obciążeniu i wzmacniają wzdłużniki pokładowe bądź obłowe.
- wzdłużniki pośrednie – występują, podobnie jak wzdłużniki odcinkowe, w miejscach mocno obciążonych, w celu ich wzmocnienia. Mogą być umieszczone po obydwu stronach dna, pojedynczo bądź parami.

## Połączenia elementów szkieletu
Elementy konstrukcyjne szkieletu są ze sobą trwale łączone lub celowo pozostawiane bez spojenia, aby mogły pracować. Występuje wiele rodzajów łączeń w zależności od miejsca jego zastosowania oraz wymaganej wytrzymałości.
- węzłówka rufowa – nazywana kolanem rufowym bądź dejwudem. Występuje na łączeniu pawęży bądź stewy rufowej ze stępką. Na dużych jednostkach stanowi wzmocnienie pomiędzy pawężą a strzałką konchy.
- kolano – nazywane również kątnicą, wykonuje się z drewna lub stali kutej. Ma na celu łączenie oraz wzmacnianie konstrukcji, szczególnie w miejscach silnie obciążonych. Kolano może być poziome lub pionowe. W pierwszym przypadku służy do usztywniania pokładu i zapobiegania odkształceniu konstrukcji przy skręcaniu, w drugim – do wzmocnienia ramy wręgowej. Zastosowanie sklejkowego pokładu daje możliwość zrezygnowania z kolan poziomych. Dodatkowo grodzie wodoodporne działają jak kolana pionowe.
- połączenia szkutnicze – grupa wiązań elementów drewnianych w trwały i wytrzymały sposób. Istnieje wiele rodzajów połączeń szkutniczych. Wszystkie z nich opierają się na odpowiednim ukształtowaniu łączonych elementów. Możemy wyróżnić łączenia przy użyciu zaciosów, zakosów, wpustów, zamków lub tzw. „jaskółczego ogona”.

Zmiany w konstrukcji kadłubów jednostek pływających nastąpiły wraz z początkami stosowania stali, a potem także tworzyw sztucznych zwanych laminatami, gdyż umożliwiło to łączenie w poszczególnych elementach jednocześnie funkcji konstrukcyjnych (nadających zarówno kształt, jak i wytrzymałość) z funkcjami poszycia. Do dzisiaj jednak większość jednostek pływających zachowała część najważniejszych elementów szkieletu z epoki drewnianych kadłubów.